# Плей-оф Ліги чемпіонів УЄФА 2010—2011
Стадія плей-оф розпочалася 15 лютого 2011 року і має завершитися 28 травня 2011 року фінальним матчем на стадіоні Вемблі, Лондон, Англія. Всі етапи плей-оф, окрім фіналу, граються за двоматчевою системою: команди грають один матч вдома та один матч на виїзді. Команда, яка за результатами двох матчів перемогла із більшим сукупним рахунком проходить далі. В разі, якщо цей показник рівний, то береться до уваги більша кількість м'ячів, що були забиті на виїзді. В разі, якщо й цей показник рівний, призначаються два додаткові тайми по 15 хвилин. Якщо й після них жодна команда не отримує переваги, то пробиваються післяматчеві пенальті.

## Жеребкування
Всі жеребкування відбуваються у штаб-квартирі УЄФА у Ньйоні, Швейцарія.
| Раунд        | Дата та час жеребкування  | Перші матчі                            | Матчі-відповіді                        |
| ------------ | ------------------------- | -------------------------------------- | -------------------------------------- |
| 1/8 фіналу   | 17 грудня 2010 12:00 CET  | 15-16 та 22-23 лютого 2011             | 8-9 та 15-16 березня 2011              |
| Чвертьфінали | 18 березня 2011 12:00 CET | 5-6 квітня 2011                        | 12-13 квітня 2011                      |
| Півфінали    | 18 березня 2011 12:00 CET | 26-27 квітня 2011                      | 3-4 травня 2011                        |
| Фінал        | 18 березня 2011 12:00 CET | 28 травня 2011, стадіон Вемблі, Лондон | 28 травня 2011, стадіон Вемблі, Лондон |

У 1/8 фіналу команди, що в групах посіли перші місця, грають з тими, що посіли другі, проте суперник не може бути з тієї ж країни чи групи. У наступних раундах обмежень на жеребкування немає.

## Учасники
| Легенда до кольорів |
| ------------------- |
| Сіяні команди       |
| Несіяні команди     |

| Групи | Переможці         | Друге місце    |
| ----- | ----------------- | -------------- |
| A     | Тоттенгем Готспур | Інтернаціонале |
| B     | Шальке 04         | Ліон           |
| C     | Манчестер Юнайтед | Валенсія       |
| D     | Барселона         | Копенгаґен     |
| E     | Баварія           | Рома           |
| F     | Челсі             | Марсель        |
| G     | Реал Мадрид       | Мілан          |
| H     | Шахтар            | Арсенал        |

## 1/8 фіналу
Жеребкування першого раунду плей-оф відбулося 17 грудня 2010 року. Перші матчі буде зіграно 15, 16, 22 та 23 лютого 2011 року, другі — 8, 9, 15 та 16 березня.
| Команда 1      | Заг.     | Команда 2         | 1-й матч | 2-й матч |
| -------------- | -------- | ----------------- | -------- | -------- |
| Рома           | 2:6      | Шахтар            | 2:3      | 0:3      |
| Мілан          | 0:1      | Тоттенгем Готспур | 0:1      | 0:0      |
| Валенсія       | 2:4      | Шальке 04         | 1:1      | 1:3      |
| Інтернаціонале | 3:3 (гв) | Баварія           | 0:1      | 3:2      |
| Ліон           | 1:4      | Реал Мадрид       | 1:1      | 0:3      |
| Арсенал        | 3:4      | Барселона         | 2:1      | 1:3      |
| Марсель        | 1:2      | Манчестер Юнайтед | 0:0      | 0:3      |
| Копенгаґен     | 0:2      | Челсі             | 0:2      | 0:0      |

### Перші матчі
| 15 лютого 2011 20:45 |

| Мілан | 0 — 1    | Тоттенгем Готспур |
| ----- | -------- | ----------------- |
|       | Протокол | Крауч 80'         |

| Сан-Сіро, Мілан Глядачів: 75 652 Арбітр: Стефан Ланнуа |

| 15 лютого 2011 20:45 |

| Валенсія    | 1 — 1    | Шальке 04 |
| ----------- | -------- | --------- |
| Солдадо 17' | Протокол | Рауль 64' |

| Месталья, Валенсія Глядачів: 42 703 Арбітр: Олексій Ніколаєв |

| 16 лютого 2011 20:45 |

| Рома                   | 2 — 3    | Шахтар                                       |
| ---------------------- | -------- | -------------------------------------------- |
| Перротта 28' Менез 61' | Протокол | Жадсон 29' Дуглас Коста 36' Луїс Адріану 41' |

| Стадіо Олімпіко, Рим Глядачів: 35 873 Арбітр: Олегаріу Бенкеренса |

| 16 лютого 2011 20:45 |

| Арсенал                   | 2 — 1    | Барселона |
| ------------------------- | -------- | --------- |
| ван Персі 78' Аршавін 83' | Протокол | Вілья 26' |

| Емірейтс, Лондон Глядачів: 59 927 Арбітр: Нікола Ріццолі |

| 22 лютого 2011 20:45 |

| Ліон      | 1 — 1    | Реал Мадрид |
| --------- | -------- | ----------- |
| Гоміс 83' | Протокол | Бензема 65' |

| Жерлан, Ліон Глядачів: 40 299 Арбітр: Вольфґанґ Штарк |

| 22 лютого 2011 20:45 |

| Копенгаґен | 0 — 2    | Челсі            |
| ---------- | -------- | ---------------- |
|            | Протокол | Анелька 17', 54' |

| Паркен, Копенгаген Глядачів: 36 713 Арбітр: Бйорн Кейперс |

| 23 лютого 2011 20:45 |

| Інтернаціонале | 0 — 1    | Баварія   |
| -------------- | -------- | --------- |
|                | Протокол | Ґомес 90' |

| Сан-Сіро, Мілан Глядачів: 75 925 Арбітр: Віктор Кашшаї |

| 23 лютого 2011 20:45 |

| Марсель | 0 — 0    | Манчестер Юнайтед |
| ------- | -------- | ----------------- |
|         | Протокол |                   |

| Велодром, Марсель Глядачів: 57 957 Арбітр: Фелікс Брих |

### Матчі-відповіді
| 8 березня 2011 20:45 |

| Шахтар                       | 3 — 0    | Рома |
| ---------------------------- | -------- | ---- |
| Вілліан 18', 58' Едуардо 87' | Протокол |      |

| Донбас Арена, Донецьк Глядачів: 46 543 Арбітр: Говард Вебб |

«Шахтар» переміг із загальним рахунком 6 — 2
| 8 березня 2011 20:45 |

| Барселона                        | 3 — 1    | Арсенал          |
| -------------------------------- | -------- | ---------------- |
| Мессі 45+3', 71' (пен.) Хаві 68' | Протокол | Бускетс 52' (аг) |

| Камп Ноу, Барселона Глядачів: 95 486 Арбітр: Массімо Бузакка |

«Барселона» перемогла із загальним рахунком 4 — 3
| 9 березня 2011 20:45 |

| Тоттенгем Готспур | 0 — 0    | Мілан |
| ----------------- | -------- | ----- |
|                   | Протокол |       |

| Вайт Харт Лейн, Лондон Глядачів: 34 320 Арбітр: Франк Де Блекере |

«Тоттенгем Готспур» переміг із загальним рахунком 1 — 0
| 9 березня 2011 20:45 |

| Шальке 04                        | 3 — 1    | Валенсія          |
| -------------------------------- | -------- | ----------------- |
| Фарфан 40', 90+4' Гавранович 52' | Протокол | Рікарду Кошта 17' |

| Фелтінс-Арена, Гельзенкірхен Глядачів: 53 517 Арбітр: Йонас Ерікссон |

«Шальке 04» переміг із загальним рахунком 4 — 2
| 15 березня 2011 20:45 |

| Манчестер Юнайтед | 2 — 1    | Марсель        |
| ----------------- | -------- | -------------- |
| Ернандес 5', 75'  | Протокол | Браун 82' (аг) |

| Олд Траффорд, Манчестер Глядачів: 73 996 Арбітр: Карлос Карбальо |

«Манчестер Юнайтед» переміг із загальним рахунком 2 — 1
| 15 березня 2011 20:45 |

| Баварія              | 2 — 3    | Інтернаціонале                  |
| -------------------- | -------- | ------------------------------- |
| Гомес 21' Мюллер 31' | Протокол | Ето'о 4' Снейдер 63' Пандев 88' |

| Альянц Арена, Мюнхен Глядачів: 66 000 Арбітр: Педру Проенса |

«Інтернаціонале» пройшов у наступний раунд завдяки голам на виїзді, загальний рахунок 3 — 3
| 16 березня 2011 20:45 |

| Челсі | 0 — 0    | Копенгаген |
| ----- | -------- | ---------- |
|       | Протокол |            |

| Стемфорд Бридж, Лондон Глядачів: 36 454 Арбітр: Свен Оддвар Моен |

«Челсі» переміг із загальним рахунком 2 — 0
| 16 березня 2011 20:45 |

| Реал Мадрид                          | 3 — 0    | Ліон |
| ------------------------------------ | -------- | ---- |
| Марсело 37' Бензема 66' Ді Марія 76' | Протокол |      |

| Сантьяго Бернабеу, Мадрид Глядачів: 70 034 Арбітр: Дамір Скоміна |

«Реал Мадрид» переміг із загальним рахунком 4 — 1

## 1/4 фіналу
Жеребкування другого та третього раундів плей-оф відбулося 18 березня 2011 року. Перші матчі чвертьфіналів буде зіграно 5 та 6 квітня, другі — 12, 13 квітня.
| Команда 1      | Заг. | Команда 2         | 1-й матч | 2-й матч |
| -------------- | ---- | ----------------- | -------- | -------- |
| Реал Мадрид    | 5:0  | Тоттенгем Готспур | 4:0      | 1:0      |
| Челсі          | 1:3  | Манчестер Юнайтед | 0:1      | 1:2      |
| Барселона      | 6:1  | Шахтар            | 5:1      | 1:0      |
| Інтернаціонале | 3:7  | Шальке 04         | 2:5      | 1:2      |

### Перші матчі
| 5 квітня 2011 20:45 |

| Реал Мадрид                               | 4 — 0    | Тоттенгем Готспур |
| ----------------------------------------- | -------- | ----------------- |
| Адебайор 4', 57' Ді Марія 72' Роналду 87' | Протокол |                   |

| Сантьяго Бернабеу, Мадрид Глядачів: 71 657 Арбітр: Фелікс Брих |

| 5 квітня 2011 20:45 |

| Інтернаціонале          | 2 — 5    | Шальке 04                                          |
| ----------------------- | -------- | -------------------------------------------------- |
| Станкович 1' Міліто 34' | Протокол | Матіп 17' Еду 40', 75' Рауль 53' Раноккья 57' (аг) |

| Сан-Сіро, Мілан Глядачів: 72 770 Арбітр: Мартін Аткінсон |

| 6 квітня 2011 20:45 |

| Челсі | 0 — 1    | Манчестер Юнайтед |
| ----- | -------- | ----------------- |
|       | Протокол | Руні 24'          |

| Стемфорд Бридж, Лондон Глядачів: 37 915 Арбітр: Ундіано Мальєнко |

| 6 квітня 2011 20:45 |

| Барселона                                        | 5 — 1    | Шахтар        |
| ------------------------------------------------ | -------- | ------------- |
| Іньєста 2' Алвес 34' Піке 53' Кейта 61' Хаві 86' | Протокол | Ракицький 60' |

| Камп Ноу, Барселона Глядачів: 71 657 Арбітр: Крейг Томсон |

### Матчі-відповіді
| 12 квітня 2011 20:45 |

| Шахтар | 0 — 1    | Барселона |
| ------ | -------- | --------- |
|        | Протокол | Мессі 33' |

| Донбас Арена, Донецьк Глядачів: 51 759 Арбітр: Флоріан Маєр |

 Барселона перемогла із загальним рахунком 6 — 1
| 12 квітня 2011 20:45 |

| Манчестер Юнайтед           | 2 — 1    | Челсі      |
| --------------------------- | -------- | ---------- |
| Ернандес 42' Пак Чі Сон 77' | Протокол | Дроґба 76' |

| Олд Траффорд, Манчестер Глядачів: 74 672 Арбітр: Олегаріу Бенкеренса |

 Манчестер Юнайтед переміг із загальним рахунком 3 — 1
| 13 квітня 2011 20:45 |

| Шальке 04              | 2 — 1    | Інтернаціонале |
| ---------------------- | -------- | -------------- |
| Рауль 45' Хьоведес 81' | Протокол | Мотта 49'      |

| Фелтінс-Арена, Гельзенкірхен Глядачів: 54 142 Арбітр: Дамір Скоміна |

 Шальке 04 переміг із загальним рахунком 7 — 3
| 13 квітня 2011 20:45 |

| Тоттенгем Готспур | 0 — 1    | Реал Мадрид |
| ----------------- | -------- | ----------- |
|                   | Протокол | Роналду 50' |

| Вайт Харт Лейн, Лондон Глядачів: 34 311 Арбітр: Нікола Ріццолі |

 Реал Мадрид переміг із загальним рахунком 5 — 0

## 1/2 фіналу
Перші матчі півфіналів будуть зіграні 26 та 27 квітня, матчі-відповіді — 3, 4 травня
| Команда 1   | Заг. | Команда 2         | 1-й матч | 2-й матч |
| ----------- | ---- | ----------------- | -------- | -------- |
| Шальке 04   | 1:6  | Манчестер Юнайтед | 0:2      | 1:4      |
| Реал Мадрид | 1:3  | Барселона         | 0:2      | 1:1      |

### Перші матчі
| 26 квітня 2011 20:45 |

| Шальке 04 | 0 — 2    | Манчестер Юнайтед  |
| --------- | -------- | ------------------ |
|           | Протокол | Ґіґґз 67' Руні 69' |

| Фелтінс-Арена, Гельзенкірхен Глядачів: 54 142 Арбітр: Карлос Карбальо |

| 27 квітня 2011 20:45 |

| Реал Мадрид | 0 — 2    | Барселона      |
| ----------- | -------- | -------------- |
|             | Протокол | Мессі 76', 87' |

| Сантьяго Бернабеу, Мадрид Глядачів: 71 567 Арбітр: Вольфґанґ Штарк |

### Матчі-відповіді
| 3 травня 2011 20:45 |

| Барселона | 1 — 1    | Реал Мадрид |
| --------- | -------- | ----------- |
| Педро 54' | Протокол | Марсело 64' |

| Камп Ноу, Барселона Глядачів: 95 701 Арбітр: Франк Де Блекере |

 Барселона перемогла із загальним рахунком 3 — 1
| 4 травня 2011 20:45 |

| Манчестер Юнайтед                         | 4 — 1    | Шальке 04  |
| ----------------------------------------- | -------- | ---------- |
| Валенсія 26' Ґібсон 31' Андерсон 72', 76' | Протокол | Гурадо 35' |

| Олд Траффорд, Манчестер Арбітр: Педру Проенса |

 Манчестер Юнайтед переміг із загальним рахунком 6 — 1

## Фінал
Фінал Ліги чемпіонів УЄФА 2010—2011 відбувся 28 травня 2011 року на стадіоні «Вемблі» у Лондоні, Англія.
| 28 травня 2011 20:45 UTC+2 |

| Барселона                     | 3:1      | Манчестер Юнайтед |
| ----------------------------- | -------- | ----------------- |
| Педро 27' Мессі 54' Вілья 69' | Протокол | Руні 34'          |

| «Вемблі», Лондон Глядачів: 87 965 Арбітр: Віктор Кашшаї |